# Hydrocotyle conferta
Hydrocotyle conferta är en växtart i släktet Hydrocotyle och familjen araliaväxter.
Arten förekommer i sydvästra Indien. Den beskrevs av Robert Wight 1845.